# Nicolas Fouquet
Nicolas Fouquet (París, 27 de enero de 1615-Pignerol, 23 de marzo de 1680) fue un estadista francés. Fue vizconde de Melun, vizconde de Vaux, marqués de Belle-Île y superintendente de Finanzas del rey Luis XIV, protector y mecenas de escritores y artistas, fue depuesto en 1661 por el monarca y encerrado en prisión, donde murió.

## Familia y juventud

Escudo de armas de los Fouquet

El apellido Fouquet significa ardilla en el antiguo idioma de Anjou (una de las lenguas de oïl); y el escudo con fondo plateado con una ardilla rampante con el lema Quo non ascendet ? que quizás era el de toda la familia en general, y que fue adoptado por Nicolas Fouquet.
Nicolas Fouquet fue el segundo hijo de François IV Fouquet, consejero de Estado en el Parlamento de París y socio de la Compagnie des îles d'Amérique. Su familia había hecho fortuna con el comercio de textiles antes de qué él se dedicase a la magistratura. Su familia no era de origen noble, sino que accedió a la nobleza de toga al comprar su padre el cargo de consejero del parlamento en 1650.
A los 12 años de edad inició sus estudios en el Colegio de Clermont, dirigido por los jesuitas. Paralelamente ayuda a su madre, Marie de Maupéou, en la preparación de medicamentos para los pobres. Su afición e interés por la química y la farmacia persistirá durante toda su vida. En enero de 1631, es tonsurado, convirtiéndose en tesorero de la Abadía de Saint-Martin de Tours y recibió una recompensa del priorato de San-Julián de Douy. Luego se graduó en derecho en 1632 y se inscribió en el colegio de abogados.

## Carrera política

### Magistrado
En junio de 1633, su padre compró un cargo de consejero en el Parlamento para su hijo mayor. Al no disponer de dinero suficiente, tan solo pudo conseguir para Nicolás un cargo en el parlamento de Metz, que había sido creado no hacía mucho tiempo por Richelieu. A solicitud de Richelieu, Nicolás redactó un proyecto de declaración a Carlos IV de Lorena. Se trataba de justificar la entrada de tropas francesas en sus estados. El joven Nicolás se dedicó a la tarea con intensidad. En 1638, la Corte de Metz lo eligie para participar en el consejo soberano impuesto por Francia en Nancy. Allí disfrutaba de la temporada de teatro y participaba en bailes y festines. Ese mismo año, su padre le cedió su porcentaje de participación en la Compagnie des îles d'Amérique, de la que era director para Richelieu, uno de sus mayores accionarios.

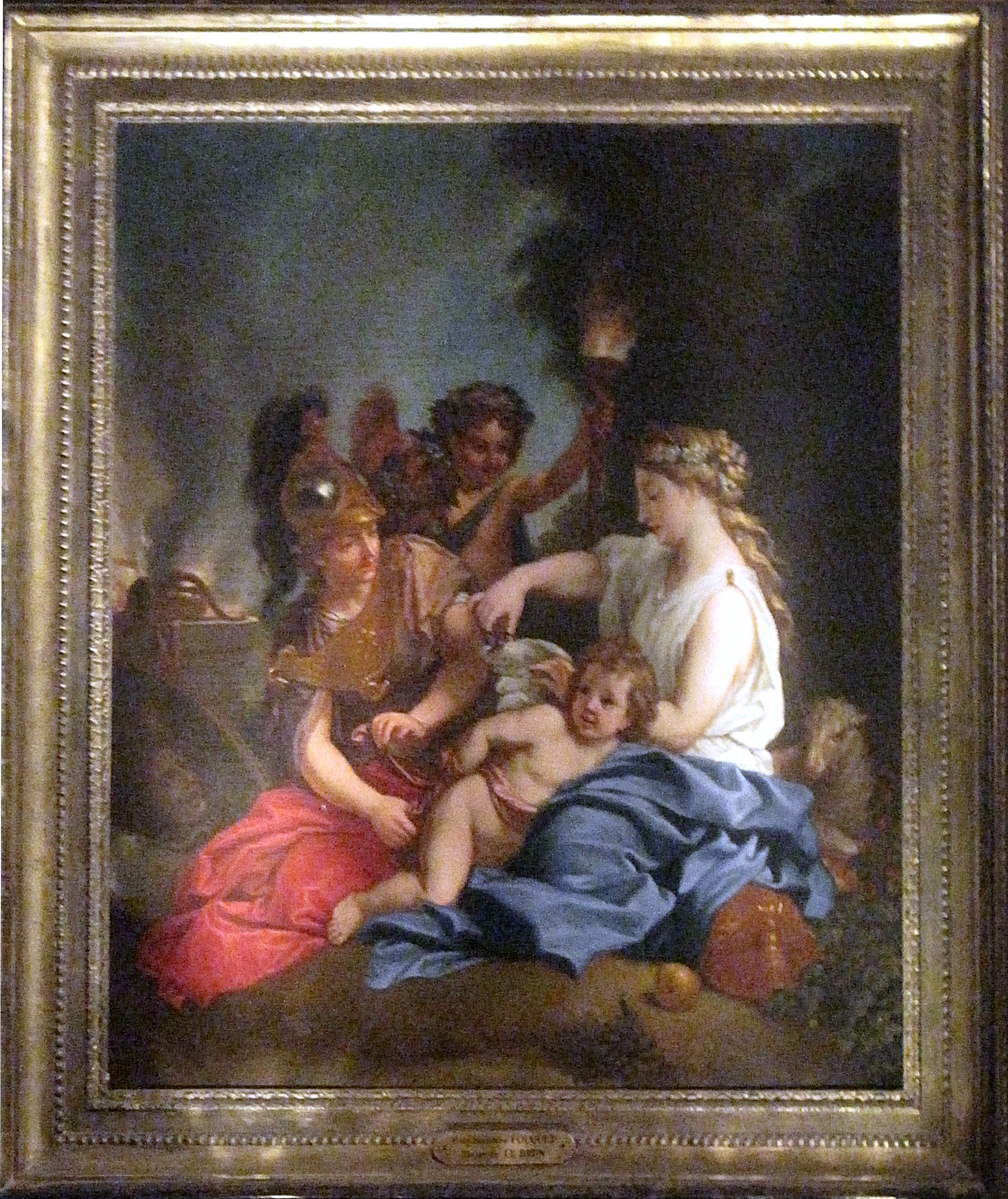
Antigua réplica del retrato alegórico de Marie-Madeleine de Castille (Madame Fouquet).

El 24 de junio de 1640, se casó con Marie Fourché, que pertenecía a una buena familia bretona. Ella aportó una importante dote de 160 000 libras. El 1 de febrero de 1641, compró el vizcondado de Vaux, en el bailío (territorio sobre el que tenía jurisdicción un alguacil) de Melun. Pronto su buena suerte cambió: en agosto su mujer murió al poco tiempo de haber dado a luz a su hija Marie. En 1642, la muerte de Richelieu puso fin a la posibilidad de hacer fortuna gracias al comercio con las colonias; se abocó a una carrera de magistrado. En 1644, fue nombrado Intendente de Justicia, Policía y Finanzas en Grenoble. Durante ese verano, poco después de tomar posesión de su cargo, abandonó su puesto sin autorización. Aprovechando la ausencia de sus superiores inmediatos viajó hasta Agda para asistir a la ceremonia en la que su hermano mayor, François, fue consagrado obispo. Pero durante su ausencia, estalló una revuelta en protesta por los impuestos, aunque fuera rápidamente sofocada. Durante el viaje de vuelta, comenzaron otras rebeliones, en Valence. Fouquet se mostró calmo y con control para apaciguar los ánimos y como recompensa fue readmitido en el cuerpo de Maîtres des requêtes. En 1647, una vez concluida la Guerra de los Treinta Años fue nombrado Intendente del Ejército en Picardía.

### El periodo de la Fronda
En 1648, se convirtió en Intendente de la Generalité de París. La Fronda dio a este puesto una importancia inesperada. Inmediatamente Fouquet se puso de parte de Ana de Austria y de Mazarino, y ganó así la simpatía de la reina. Durante el asedio de París, Fouquet se encargó de los servicios de subsistencia. En 1650, Mazarino le permitió adquirir por 450.000 libras el cargo de procurador general, lo que le permitió dar un gran paso hacia el Parlamento de París.
El 5 de febrero de 1651, se casó otra vez, con Marie-Madeleine de Castille-Villemareuil, perteneciente a una familia de mercaderes que habían adquirido títulos nobiliarios. Ella tenía 15 años y él 36. Su dote fue inferior a la de Marie Fourché.
El 31 de julio, una sentencia transfierió el parlamento a Pontoise. Fouquet supervisó la operación. Al concluir la Fronda, durante la lectura de la sentencia del 22 de octubre de 1652, tras la lectura de la amnistía, Fouquet pronunció un gran discurso alabando la clemencia del rey.
Ese mismo año, cuando el cardenal Mazarino se exilió en Brühl después de su expulsión por el Parlemento de Paris, Fouquet, entonces procurador general, instruyó contra el cardenal. Pero por un intercambio por su hermano Basile Fouquet (conocido como el abad Fouquet), que había sido jefe de la policía secreta del cardenal, mantuvo informado a Mazarino hasta su reincorporación segura..

### Superintendente de Finanzas
El 7 de febrero de 1653 es nombrado por Abel Servien superintendente de Finanzas. Su nombramiento se debe a su buena conducta durante la Fronda, pero también debe agradecérselo a su hermano Basile. Su ascensión social es ratificada con el matrimonio de su hija Marie con Armand de Béthune, Marqués de Charost, descendiente de Sully. Fouquet dota a su hija de modo principesco pues aporta al matrimonio 600.000 libras en especies.
Tras la bancarrota de 1648, las finanzas reales se encuentran en un estado desastroso. Luis XIV necesita dinero tanto para sus gastos personales como para pagar a sus regimientos. Fouquet acude entonces a los intendentes. En julio de 1653, impone la revalorización de la libra tournois, pasando el precio de la pistola de oro de 12 a 10 libras. Gracias a las medidas impulsadas por Fouquet se obtiene algo de crédito y la situación mejora.
Sin embargo, esta situación de bonanza económica hace olvidar los apuros pasados con anterioridad y de nuevo el gasto se dispara, reapareciendo la crisis en 1654. Para hacer frente a la situación Servien, Mazarino y Fouquet deben comprometer sus fortunas personales. Fouquet y Servien, por su parte, casi no se entienden. Fouquet solicita en diciembre de 1654 un reglamento para delimitar las funciones propias de cada uno de ellos. Servien pretende atribuirse los gastos, y Fouquet los ingresos. La fortuna y los contactos de Fouquet le permiten recuperar la confianza de los tratantes y así obtener dinero para el rey. En noviembre de 1657, Fouquet concede un préstamo de 11,8 millones de libras a Mazarino.
Fouquet recurre igualmente a la fórmula de los «asuntos extraordinarios», es decir, a los impuestos. En 1655 crea 17 nuevos impuestos, entrando en vigor el 20 de marzo de ese mismo año. Como ocurrió durante la Fronda, las críticas le llueven, lo que ocasiona la célebre acta en la que el mismísimo Luis XIV aparece de improviso en el Parlamento, vestido con ropa de caza, para imponer su voluntad.
A la muerte de Servien en 1659, Fouquet seguirá solo en el cargo hasta 1661. Ese año, Mazarino, en su lecho de muerte le recomienda al rey, afirmando de él que «es capaz de grandes cosas, a condición de quitarle de la cabeza los edificios y las mujeres». Fouquet es nombrado ministro de Estado por Le Tellier y Hugues de Lionne.

## Protector de las Artes y las Letras

### Saint-Mandé
Fouquet tuvo numerosas residencias. En su juventud habitó en la casa familiar de la rue de Jouy de París. A continuación adquiere una casa cerca de la rue de Matgnon, antes de mudarse al hôtel de Castille, finca incluida en la dote de su segunda esposa. A continuación adquiere el hôtel de Narbonne y el hôtel d'Émery, colindantes con el domicilio de Mazarino. También compra una gran propiedad en Saint-Mandé. La hace reconstruir y embellecer. Forma una gran colección de libros, tan solo superada por la de Mazarino (50.000). Se desarrolla su gusto por los jardines: los arregla, decorándolos con estatuas, invernaderos y naranjos. Sin embargo, no demuestra un gusto muy refinado, simplemente se limita a buscar piezas decorativas y fastuosas. Da numerosas e importantes recepciones, así el 25 de marzo de 1656 recibe a toda la Corte en pleno.

### Vaux-le-Vicomte

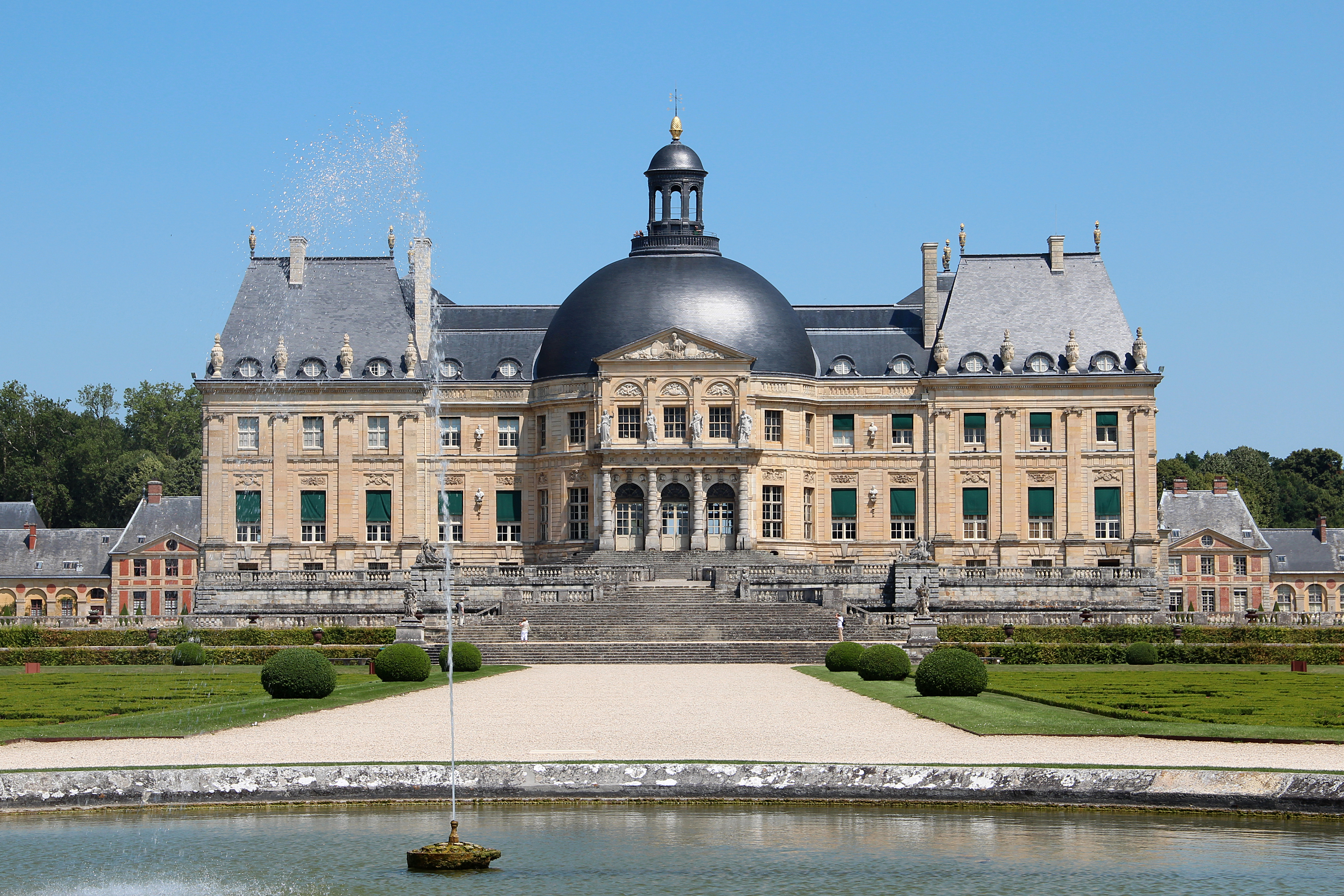
Fachada del Château de Vaux-le-Vicomte.

A partir de 1653, manda construir un magnífico château en Vaux-le-Vicomte (en la actual comuna de Maincy). La propiedad inicial, adquirida antes de su nombramiento como superintendente, consistía únicamente en un viejo chatêau rodeado de tierras sin cultivar. Fouquet comienza a adquirir las propiedades colindantes, desmantela el pueblo de Vaux y algunas aldeas y bosques, desvía un río y arranca viñedos. También se realizaron trabajos para la captación de aguas.
Contrata a Louis Le Vau, Charles Le Brun y André Le Nôtre y se rodea de una pequeña corte de escritores, como Molière, La Fontaine, Madame de Sévigné o Madame de Scudéry. El rey visita la propiedad por primera vez en julio de 1659. El 17 de julio de 1660, Fouquet vuelve a acogerle en su casa, acompañado en esta ocasión por el infante en el viaje de regreso desde San Juan de Luz.
El 11 de julio de 1661, recibe de nuevo la visita de la Corte. Luis XIV no puede asistir a la fiesta, así que ésta vuelve a repetirse el 17 de agosto. Es una celebración suntuosa, con chorros de agua, fuegos artificiales, un banquete para 1000 comensales y supervisado por François Vatel, se interpreta la obra de Molière Fâcheux, creada especialmente para la ocasión. Luis XIV se enfurece al ver tanto esplendor en casa de Fouquet mientras que sus propiedades están vacías y empieza a sospechar del origen de tanta riqueza. El ofrecimiento de Fouquet para regalarle Vaux no hace más que aumentar la irritación del rey.
Contrariamente a lo que recoge la historiografía tradicional, transmitida por ejemplo en la obra de Paul Morand Fouquet ou le Soleil offusqué, no fue esta extravagante celebración en Vaux la que motiva la detención de Fouquet. En efecto, la decisión ya estaba tomada, sin embargo, la fiesta sí que explica la determinación de Luis XIV por acabar con este ministro que le hace sombra.

### Los salones
Al terminar la Fronda, Fouquet funda un salón en Meudon. Este salón sería frecuentado por Paul Pellisson, Charles Perrault, Philippe Quinault, Gilles Ménage y Jean de La Fontaine entre otros. Fouquet suele coincidir con científicos como el médico Samuel Sorbière o el filósofo François de La Mothe Le Vayer. A partir de 1660 se interesaría por los trabajos de Molière.
El salón de Vaux reunió bastantes riquezas, no solo materiales, sino también intelectuales. El propio Fouquet escribía poemas, canciones, adivinanzas y rimas que recogían pequeñas lecciones morales. También subvenciona a numerosos escritores como Pierre Corneille (2000 libras anuales), Paul Scarron (1600 libras anuales) o Jean Ogier de Gombauld (1000 libras anuales).

## Personalidad
A pesar de su aparente fragilidad física y su juventud, Fouquet mostró un gran coraje y sangre fría. No se rindió fácilmente ante la adversidad y para salvar las mayores dificultades contaba con los recursos de su inteligencia y su elocuencia.

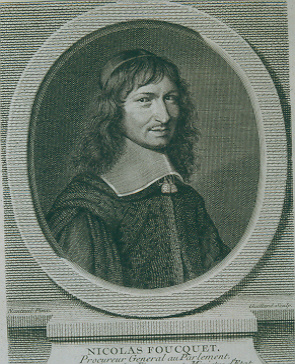
Nicolás Fouquet

Gracias al poder de persuasión de sus palabras, Fouquet es capaz de subyugar tanto a las masas frustradas, desbordantes de miseria e ira como a los espíritus más refinados de la Corte o de Palacio, a quienes les encanta oír sus opiniones. Ante situaciones difíciles, Fouquet se muestra siempre como un hombre dialogante, siempre dispuesto a la negociación. Sus habilidades le permiten adaptarse rápidamente a las circunstancias y tomar el control de la situación. En resumen, demuestra las cualidades propias de un hombre de acción, junto con un sentido de la prudencia que le permite gestionar los recursos. Tenía un carácter que le predisponía a convertirse en Superintendente de Finanzas, eficaz y adulado, capaz, como si fuera un prestidigitador, de hacer aparecer el dinero donde no lo había.
Por donde quiera que pasaba Fouquet podía apreciarse un fenómeno que le acompañaría toda su vida, su seductora personalidad, su facultad de imponerse a los otros hacen maravillas. Nicolas Foquet tenía un espíritu adaptable y creativo, y poseía numerosas cualidades raramente reunidas en un solo hombre: está lleno de encanto y conoce a la perfección el aparato fiscal y financiero del reino. Su carácter le empujaba igualmente a ser el mejor al cumplir con su funciones, tanto por su deseo de servir como para alcanzar así la gloria; siempre está dispuesto a perderlo todo por triunfar.
Durante su adolescencia y después en su juventud, tuvo que enfrentarse a los asuntos de alta política y los problemas económicos más graves que afectaron al reino; los temas marítimos y coloniales son para él familiares.
Pocas mujeres pudieron resistirse a los encantos de Fouquet, y aquellas que, como Madame de Sévigné, lo hicieron, estaban encantadas de conservar su amistad.

## Procesamiento

### Arresto
El 5 de septiembre de 1661, mientras la Corte estaba en Nantes para la celebración de los Estados de Bretaña, Luis XIV ordenó a su capitán de guardia d'Artagnan (no confundir con personaje novelesco al cual prestó su nombre) que arrestase a Fouquet acusado de malversación. Jean-Baptiste Colbert había denunciado el enriquecimiento de su rival y la magnificencia de la fiesta en Vaux-le-Vicomte no hizo más que incrementar los celos de Luis XIV, precipitando la caída del ministro.
Su amigo Hugues de Lionne solicitó al rey compartir la desgracia del superintendente, pero Luis XIV rechaza su petición. Belle-Île se rinde sin oponer resistencia a las tropas del rey. Todas las residencias de Fouquet fueron selladas, al igual que las de sus clientes. Madame Fouquet se exilió en Limoges, Louis y François fueron confinados en sus diócesis. Gilles fue destituido de su cargo de primer escudero, el célebre Vatel, al servicio de él en ese momento se exilia en Inglaterra y el propio Basile tuvo que exiliarse en Guyena.

### Instrucción
El 7 de septiembre, Fouquet es trasladado al château d'Angers. Las investigaciones comienzan, en presencia de Colbert, que asiste como simple particular sin ningún papel en la instrucción del caso. Un plan con la defensa de Fouquet es descubierto en Meudon escondido en un espejo. El 12 del mismo mes, Luis XIV suprime la superintendencia, sustituyéndola por un Consejo Real de Finanzas. Colbert se hace entonces con el puesto de Fouquet en el Consejo, con rango de ministro.
El 15 se constituye una Cámara de Justicia, compuesta por magistrados de la Cámara de Ayudas y de la Cámara de Cuentas. Su objetivo es «la investigación de los abusos y malversaciones cometidos en las finanzas desde 1635». El 1 de octubre, Fouquet es trasladado al château d'Amboise. El populacho le insulta allí por donde pasa.
La instrucción del proceso comienza el 3 de marzo de 1662. Al día siguiente comienzan los interrogatorios, mientras que Fouquet desconoce los cargos que se le imputan. El 13 de marzo, a petición del procurador general Omer Talon, la corte anula por fraudulento un préstamo de un millón de libras, avalado mediante los tailles (impuestos directos de la época) y concedido por Fouquet.
Paralelamente, los amigos del prisionero publican escritos en su favor. Pellisson, un preso en la Bastilla, publica a escondidas un Discurso al rey de uno de sus fieles súbditos a propósito del procesamiento de M. Fouquet, del que Luis XIV llega a tener conocimiento. La opinión pública empieza a cambiar, y se muestra partidaria de Fouquet. Colbert, furioso, hace perseguir a los autores y a los vendedores ambulantes de las gacetillas en favor de Fouquet.

### La sentencia
En mayo Fouquet es acusado. El 6 de julio el Consejo le prohíbe presentarse ante el Parlamento de París a pesar de su calidad de antiguo procurador general. El 18 de julio se enfrenta a los testigos. Hasta el 7 de septiembre la corte no acuerda una audiencia para el acusado. El 18 de octubre marca una etapa importante del proceso: el procedimiento continuaría por escrito.
El presidente designa una lista de informadores. Madame de Maupéou, que actúa por cuenta de su hijo, haciendo uso de su derecho recusa a dos de ellos. Luis XIV replica que él había elegido precisamente a esos dos magistrados y rechaza cualquier modificación. El 10 de diciembre, Colbert sustituye a Lamoignon, considerado demasiado favorable para el acusado, por Séguier, del que es bien sabido el odio que profesa al antiguo superintendente.
Finalmente, el 3 de marzo de 1663, la corte acepta comunicar a Fouquet las piezas de su elección, y consiente en utilizar únicamente aquellas que él hubiese estudiado. Durante este tiempo, los cómplices de Fouquet son juzgados y condenados. Así Jean Hérault de Gourville es condenado a muerte en rebeldía y por el delito de «péculat» (desvío de fondos públicos por parte de un contable del reino) y de «lèse-majesté» (atentados contra el soberano o contra los símbolos de su majestad, ya sean objetos, decisiones o personas, incluidos sus representantes, etc.).
Mientras que el rey solicitaba discreta pero firmemente que fuese condenado a muerte, el 21 de diciembre de 1664 la Cámara decidió desterrar a Fouquet, que fue declarado culpable de los cargos de péculat y de lèse-majesté. Furioso, Luis XIV conmuta la sentencia por otra de cadena perpetua en Pignerol, plaza fuerte real situada en los Alpes. Los ricos financieros amigos de Fouquet también son perseguidos por la misma cámara de justicia hasta 1669. Los nobles no son molestados.

### El fin
Oficialmente, Nicolás Fouquet muere en la fortaleza de Pignerol el 3 de abril de 1680, pero su certificado de defunción jamás fue encontrado.
Su amigo Gourville afirmaría en sus memorias que Fouquet, liberado poco antes de su muerte, habría sido envenenado por secuaces de Colbert.
Su alta posición social en el momento de su detención y, por tanto, los numerosos secretos a los que habría tenido acceso por su cargo; el especial interés del rey por encarcelarlo, que lo llevó incluso a hacer caso omiso de las sentencias de los jueces mediante una lettre de cachet u orden reservada, hizo que numerosos autores, mezclasen la suerte de Fouquet a la del que dio por conocerse como El Hombre de la Máscara de Hierro. Por otra parte, Alejandro Dumas en su obra El Vizconde de Bragelonne se ocupa profundamente del personaje histórico de Fouquet, entrelazando su historia con la del famoso prisionero, al que le atribuye como identidad la de hermano gemelo del rey Luis XIV, encarcelado y obligado a usar la máscara de hierro bajo pena de vida, para ocultar su parecido con el soberano, y tras haber usado ese parecido para intentar reemplazar al rey en un orquestado y sutil golpe de Estado secreto. En esta novela, es el mismo Fouquet quien desenmascara el fraude y libera al verdadero Luis XIV de la Bastilla, en donde había sido encerrado por los conspiradores. El agradecimiento del rey no es tanto como para evitarle a su superintendente de finanzas la caída y detención, ya planeada y decidida de antemano con la colaboración del intendente Jean-Baptiste Colbert.
Sin embargo, debe tenerse especialmente en cuenta que la primera referencia al hermano gemelo de Luis XIV, el "hombre de la máscara de hierro", fue hecha por Voltaire -casi cien años antes que Alejandro Dumas- en su magnífica obra El Siglo de Luis XIV. Referencia hecha con la suficiente ambigüedad como para que no pudiera acarrear censura, persecución y cárcel a Voltaire.